# L’Héritière
L’Héritière ist ein französischer Porno-Spielfilm des Regisseurs Herve Bodilis aus dem Jahr 2016.

## Handlung
Nach einem heftigen Streit mit seiner neuen Frau verlässt der luxemburgische Bankier Marc Seragano das Haus, um seine Geliebte Nikita zu treffen und mit ihr S & M-Sexspiele zu praktizieren. Nachdem er tot aufgefunden wurde, weisen alle Indizien auf die Domina. Seine junge Tochter Cara will um jeden Preis die Wahrheit über das Geschehene herausfinden. Von Nikitas Unschuld überzeugt, bittet Cara sie um Hilfe, um die wahren Mörder zu finden. Der Schatten einer geheimen Organisation hängt über ihren Ermittlungen. Die beiden jungen Frauen prostituieren sich im Austausch für Informationen. Sie vereinbaren, alles zu tun, um das Vertrauen dieser geheimen Organisation zu gewinnen.

## Produktion
L’Héritière hatte das für eine Pornoproduktion ungewöhnlich hohe Budget von 130.000 Euro und wurde an zwölf verschiedenen Drehorten gefilmt.

## Internationale Vermarktung
Der Film erschien auf Deutsch und englisch unter dem Titel Revenge of a Daughter.

## Auszeichnungen
- 2018: XBIZ Award – Winner: Foreign Feature Release of the Year[3]
- 2018: AVN Award – Winner: Best Director: Foreign Feature (Herve Bodilis, Pascal Lucas)[4]